# انخسایخان دلگرما
انخسایخان دلگرما (به مغولی: Энхсайханы Дэлгэрмаа) یک کشتی‌گیر آزادکار اهل کشور مغولستان است. وی سابقه حضور در المپیک ۲۰۲۴ پاریس را دارد.  
از افتخارات وی می‌توان به کسب مدال نقره مسابقات قهرمانی کشتی جهان ۲۰۲۳ و مدال برنز بازی‌های آسیایی ۲۰۲۲ اشاره کرد.